# La Damnation de Faust
La Damnation de Faust je francouzský němý film z roku 1898. Režisérem je Georges Méliès (1861–1938). Dějem je legenda o Faustovi. Mezi další Mélièsova filmová zpracování Fausta patří Faust et Marguerite (1897), Faust aux enfers (1903) či Damnation du docteur Faust (1904).
Film trvá téměř 7 minut a je tak považován za jeden z nejdelších filmů 19. století. Ďábla si ve filmu zahrál sám Méliès.

## Děj
Faust je ďáblem vtažen do pekla, kde je obklopen tančícími dívkami, chapadlovitým monstrem a démony.